# 京都博覧会
京都博覧会（きょうとはくらんかい）は、1871年（明治4年）に開催された日本で最初の博覧会。
それに連なる博覧会と合わせて、1871年から1928年（昭和3年）の間、合計56回開催された。初回の会場は西本願寺、会期は10月10日～11月11日であった。京都府の支援を受け、三井八郎右衛門（三井財閥）・小野善助（小野組）・熊谷久右衛門（鳩居堂）が主催した。その後、京都博覧会社が設立され、西本願寺・建仁寺・知恩院・京都市勧業館などを会場として、以降の京都博覧会が開催された。開催回については、1872年の京都博覧会社設立以降の博覧会に付番されている。京都博覧会社は京都博覧協会と名前を変え1937年に解散した。

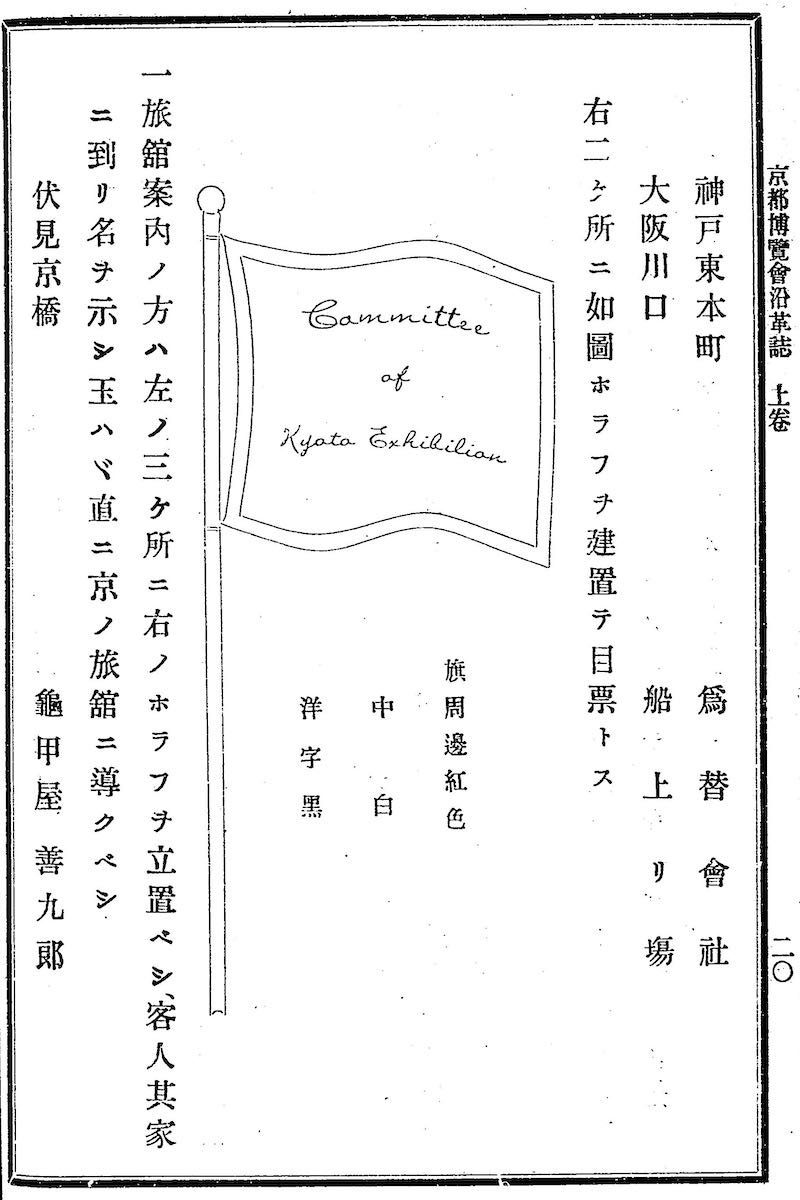
英語のホラフ（第1回）

初期は外国人へのPRも図られた。1872年の第1回では外国人に向けた告知が、東京の日本橋、横浜、神戸、大津の札の辻・石場・小舟入、大阪の八軒家・高麗橋・川口・日本橋に掲示された。一方、当時は外国人の国内移動が制限され、博覧会訪問には大阪または兵庫で自国の領事による認証が必要であり、博覧会に伴う遊覧は京都府と彦根から草津・堅田にかけての琵琶湖（滋賀県）に限られた。1873年の第2回では京都府顧問の山本覚馬により英文案内が作成された。
1897年に会場として第4回内国勧業博覧会の工業館を移築した博覧会館は、リュミエール兄弟の作品を映画化した「リュミエール！」に登場し、京都最古、日本でも最古級の映像となっている。